# Anacronicta ripleyi
Anacronicta ripleyi är en fjärilsart som beskrevs av Holland 1889. Anacronicta ripleyi ingår i släktet Anacronicta och familjen Pantheidae. Inga underarter finns listade i Catalogue of Life.